# Вирлий Дол (Смолянська область)
Ви́рлий Дол (болг. Върли дол) — село в Смолянській області Болгарії. Входить до складу общини Неделино.

## Населення
За даними перепису населення 2011 року у селі проживали 158 осіб, з них 157 осіб (99,4%) — болгари.
Розподіл населення за віком у 2011 році:
Динаміка населення: